# Zeitschrift für die Geschichte des Oberrheins

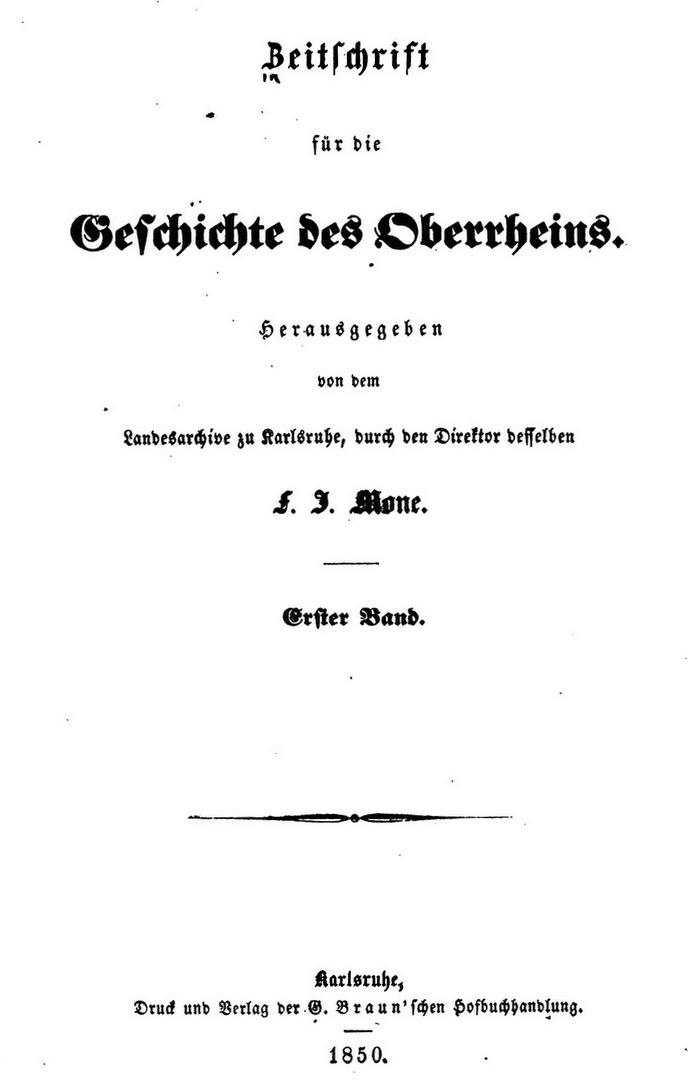
Titelseite der ersten Ausgabe der Zeitschrift

Die Zeitschrift für die Geschichte des Oberrheins (abgekürzt ZGO, seltener auch ZGORh) ist eine 1850 von Franz Josef Mone gegründete Geschichtszeitschrift. Seit dem 40. Band (1886) wurde eine neue Folge (NF) etabliert, später aber zugunsten der ursprünglichen, durchlaufenden Zählung wieder zurückgestellt. Kriegsbedingt folgte auf Band 95 [NF 56] (1943) Band 96 [NF 57] erst im Jahre 1948.
Obwohl das Kerngebiet der Zeitschrift das Großherzogtum Baden war und bis heute eine enge Verbindung zum Generallandesarchiv besteht, war es bemerkenswert, dass der Oberrhein-Begriff deutlich darüber hinaus griff. Tatsächlich wurden und werden auch Beiträge aus der Pfalz, dem Elsass und der Schweiz veröffentlicht.

## Schriftleiter (mit Lücken)
- Franz Josef Mone: 1850–18??
- Aloys Schulte: 1885–18??
- Karl Obser: 1897–1924
- Rudolf Sillib: 1928–1935
- Manfred Krebs: 1935–1956 (mit Unterbrechung)
- Paul Zinsmaier: 1957–1973
- Alfons Schäfer: 1974
- Hansmartin Schwarzmaier: 1975–2002
- Volker Rödel: 2003–2015
- Wolfgang Zimmermann: seit 2016

Die Zeitschrift wird heute von der Kommission für geschichtliche Landeskunde in Baden-Württemberg (KGL BW) herausgegeben und erscheint jährlich, von Jahrgang 122 (1974) bis Jahrgang 168 (2020) im Verlag Kohlhammer und ab Jahrgang 169 (2021) bei Thorbecke.